# Jean de Blanot
Jean de Blanot, appelé aussi autrefois « Jean de Blanosque », ou par erreur « Blanasque », en latin Johannes de Blanosco, est un juriste français du XIIIe siècle, né vers 1230 à Blanot, près de Cluny, et mort vers 1281. Docteur en droit civil et canonique de l'université de Bologne puis au service des ducs de Bourgogne, il est l'auteur du Libellus super Institutionum, titulum De actionibus, un commentaire sur le livre IV des Institutes de Justinien.

## Biographie
Il était fils de Durand (ou Duran) de Blanot, possesseur d'un alleu au pied du mont Saint-Romain dans le val de Blanot, et d'autre part « chacipol » (c'est-à-dire prévôt, gestionnaire de domaine) de l'abbaye de Cluny toute proche ; Durand était lui-même titulaire de la « chacipolerie » de Villars, et sa femme héritière de celle de Blanot. Dans les années 1220, Durand de Blanot se met à la tête d'une troupe armée qui attaque, capture et moleste Jean de Neublans, hobereau de la région accusé d'exactions, ce qui fait grand bruit localement. En avril 1259, Jacques de Blanot, fils de Durand et frère de Jean, est signalé comme le nouveau « chacipol » ; en août suivant, ce Jacques passe contrat avec l'abbaye de Cluny devant l'évêque de Mâcon, par lequel son franc alleu est transformé en fief lige de l'abbaye dans des conditions avantageuses pour lui en termes matériels, mais aussi de rang social.
Jean fut envoyé étudier le droit à l'Université de Bologne, où il resta plusieurs années dans la décennie 1250, fut notamment un élève d'Odofrède, et s'acquit une importante réputation de juriste. Il est cité comme référence par les professeurs de droit italiens du siècle suivant, comme Cino da Pistoia et Bartole, mais on ignore s'il tint école à Bologne, même si c'est très vraisemblable. Revenu en Bourgogne en 1259, il entra au service du duc Hugues IV comme conseiller juridique (jurisperitus). Le vendredi avant Noël 1263, le duc donna en fief lige à son « féal » Jean de Blanot et à ses descendants nés de légitime mariage le château d'Uxelles et ses dépendances, la châtellenie, la justice haute et basse, les hommes et les droits hormis l'hommage des vassaux nobles. Ce dernier point fut concédé par lettres patentes du duc le vendredi après Pâques 1268, et d'autres lettres furent adressées aux vassaux nobles concernés le jeudi après la Décollation de saint Jean-Baptiste (29 août) pour leur notifier la nouvelle situation. La cession fut renouvelée par le duc le lundi après la saint Michel 1272 et confirmée encore dans son testament quelques jours après. Ensuite, à son avènement, son successeur Robert II renouvela encore par écrit la donation. 
Jean se maria avec Isabelle de Montmoyen et eut d'elle quatre enfants survivants : Pierre, Agnès, Jean et Fauquette. Il était encore vivant en octobre 1278, moment où il règle un contentieux avec l'abbaye de Cluny, mais en mars 1281, sa femme Isabelle apparaît comme veuve dans les documents d'un procès. Son fils Pierre de Blanot est signalé comme seigneur d'Uxelles en 1310 ; il fut d'autre part bailli de Mâcon et sénéchal de Limoges et de Poitiers. 

## Œuvre
Le principal ouvrage de Jean de Blanot, le Libellus super titulo Institutionum de actionibus, publié à Bologne en 1256, eut une grande diffusion : on le trouve dans une douzaine de manuscrits à travers l'Europe (entre autres à Paris, Cambrai, Chartres, Tours, Bâle, Rome, Leipzig) et il fut imprimé cinq fois au XVIe siècle (et une sixième fois en 1603). Le Tractatus super feudis et homagiis est en fait une partie de l'ouvrage précédent. On y lit une formule souvent citée par les historiens comme affirmation, nouvelle à l'époque, de la souveraineté du roi de France, qui n'est pas seulement le sommet de la pyramide féodale, mais occupe une position particulière : « Rex Franciæ in regno suo princeps est, nam in temporalibus superiorem non recognoscit », « Le roi de France est empereur dans son royaume, car il ne se reconnaît pas de supérieur en matière temporelle ». En conséquence, les vassaux de tous les niveaux sont tenus de répondre directement à l'appel du roi dès que le bien public est en jeu, sauf à encourir le crimen læsæ majestatis. C'est, au nom d'une conception romaine de l'État, la négation du brocard féodal « L'homme de mon homme n'est pas mon homme ».

## Homonymie
Le célèbre juriste a été confondu avec un autre Jean de Blanot en partie contemporain, lui aussi juriste mais homme d'Église, official de l'archevêché de Lyon entre 1267 et 1287, chanoine et archidiacre de la cathédrale de Mâcon, docteur « in utroque jure », mort le 16 décembre 1318. Il est possible que ce fût un neveu de notre Jean de Blanot.

## Postérité
En décembre 2021, un rare manuscrit de 178 feuillets de Jean de Blanot, daté du XIIIe siècle, dont il existe une douzaine d'exemplaires en Europe, a été adjugé 129 000 euros dans une hôtel des ventes de Nîmes.